# Love Music Funk Magic
Love Music Funk Magic é o segundo álbum de estúdio da cantora, atriz, dançarina e modelo norte-americana Kat Graham, lançado em 2 de junho de 2017 por meio da Sound Zoo Records. O álbum contém 15 faixas, sendo 11 delas inéditas com sonoridade disco e funk da década de 1970, 3 interlude e um cover de If Eye Could Get Your Attention do cantor Prince. Love Music Funk Magic foi, também, o primeiro álbum lançado pela cantora após o término da série The Vampire Diaries, onde a mesma interpretava a bruxa Bonnie Bennett. Kat, pessoalmente, co-escreveu e co-produziu o álbum.         